# مختصر المزني
مختصر المزني من الكتب الأساسية في الفقه الشافعي، وقد أعده المزني بعناية ليختصر المذهب الشافعي، بهدف التقريب والتيسير فكان أول كتاب في المذهب، اختصره المؤلف وجعل أبوابه على أبواب الفقه المعروفة بدأ بالطهارة وختم بأمهات الأولاد وكان منهجه الاستدلال بالآيات القرآنية ثم الأحاديث النبوية ثم قول الشافعي أو اختياره، وأصبح المختصر أشهر كتب الشافعية يشرحونه ويختصرونه ويكتبون على منواله.
| مختصر المزني | مختصر المزني في فروع الشافعية، وهو أحد الكتب الخمس المشهورة بين الشافعية، التي يتداولونها أكثر تداول، وهي سائرة في كل الأمصار كما ذكره النووي في التهذيب | مختصر المزني |

قال المنصور الفقيه: لم تر عيناي وتسمع أذني أحسن نظمًا من كتاب المزني، وأنشد أيضًا في فضائل المختصر وذكر من فضائله شيئا كثيرًا.
| مختصر المزني | ولا نعلم كتابا صنف في الإسلام أعظم نفعا وأعم بركة وأكثر ثمرة من مختصره، قال: وكيف لا يكون كذلك واعتقاده في دين الله، ثم اجتهاده في الله، ثم في جمع هذا الكتاب، ثم اعتقاد الشافعي في تصنيف الكتب على الجملة التي ذكرناها - رحمنا الله وإياهما وجمعنا في جنته بفضله ورحمته. | مختصر المزني |

وحكى القاضي حسين عن الإمام أبي زيد المروزي قال: «من تتبع المختصر حق تتبعه لا يخفى عليه شيء من مسائل الفقه، فإنه ما من مسألة من الأصول والفروع إلا وقد ذكرها تصريحا أو إشارة»
وروى البيهقي عن أبي بكر محمد بن إسحاق بن خزيمة سمعت المزني يقول: 

## شروح المختصر
له شروح كثيرة منها
- شرح أبي الطيب الطبري
- شرح أبي الفتوح الشافعي
- شرح أبي إسحاق المروزي
- شرح أبي حامد المروزي
- شرح أبي سراقة الشافعي
- شرح أبي عبد الله المسعودي
- شرح أبي علي الطبري (الإفصاح)
- شرح أبي بكر الشاشي (الشافي)
- شرح أبي علي السنجي
- شرح يحيى بن محمد المناوي
- شرح أبي حسن الماوردي البصري (الحاوي الكبير)
- شرح ابن عدلان الكتاني